# Lee Perry
Lee "Scratch" Perry, ursprungligen Rainford Hugh Perry, född 20 mars 1936 i Kendal, Hanover Parish, Jamaica, död 29 augusti 2021 i Lucea, Hanover Parish, var en jamaicansk reggaemusiker, musikproducent och musikinventor, även känd som The Upsetter. De musiker som omkring 1970 hörde till hans studio – The Black Ark, som han byggt upp bland annat med pengar han vunnit i en danstävling – kallades The Upsetters och själv var Perry The Upsetter. Perry anses tillsammans med King Tubby och en handfull andra jamaicanska musikproducenter och experimenterande musiker vara den som omvandlade ska, rocksteady och den första, primitiva reggaen från slutet av 1960-talet till den typiska 1970-talsreggaen, och rockers-reggaen i slutet av 1970-talet. Perry och King Tubby ses dessutom som skaparna av dub-musiken. Han blev grammybelönad år 2003 för albumet Jamaican ET och av Rolling Stone Magazine utnämnd till en av de 100 främsta artisterna inom populärmusiken, alla kategorier

## Biografi

### Barndom och uppväxt
Perry var fjärde barnet av fem till Henry Perry och Ina Davis, och det var hans mor Ina som gav honom smeknamnet "Lee". Även hans föräldrar var födda och uppvuxna i den fattiga landsortsstaden Kendal i Hanover, Jamaica. Familjen levde under mycket fattiga förhållanden och barnen gick barfota till skolan utan att ha fått någon frukost och utan pengar eller medtagen lunch. Lees äldre bror Sonny har berättat att de nästan alltid var hungriga, men att de aldrig tiggde, stal eller besvärade någon. När de inte var i skolan hjälpte syskonen sin mor att så och skörda grödor.  
Om Lee hörde något musikinstrument alls så var det i den anglikanska kyrkan i Kendal. Däremot hörde han sång och handklappningar, särskilt när hans mor Ina tjänade extra pengar genom ettu dancing – en dansform med afrikanska rötter som slavägarna ett sekel tidigare inte hade lyckats piska ur slavarna. Ettu dansades framför allt vid Nine night, som utgjorde kulmen på en begravning av någon i församlingen som avlidit. Dansandet och andra aktiviteter bland de kristna slavättlingarna var ett uttryck för den utbredda tron på en parallell verklighet befolkad av förfädernas och andra andar – en underground-tro bland den fattiga, kristna befolkningen på landsbygden.
När Lee var tio år lämnade hans far familjen för gott. Skolan var oftast en plåga för honom, och hans kvicka tunga och oförmåga att hålla tyst medförde att lärarna dagligen fick aga honom. Eftersom han dessutom var påfallande småvuxen var han ett offer för mobbarna på skolgården. Perry har själv berättat att han började bära kniv i tonåren, och till slut fick han vara ifred. Perry var begåvad när det gällde kreativa ämnen som teckning men kunde omöjligt lära sig att rabbla upp namnen på kolonialmakten Storbritanniens kungar eller olika årtal i dess historia. I vuxen ålder blev han en av många som genom reggaen skapat sig en röst som argumenterade för att jamaicanska skolbarn borde få fokusera på jamaicansk och karibisk historia i stället för brittisk och europeisk.
Lee Perry hoppade av skolan och tjänade, enligt egen uppgift, en hel del pengar på att spela domino och därefter på dans. "Han älskade musiken på 50-talet och åkte därför runt till olika städer för att lyssna och dansa. Han blev duktig på detta och började vinna pengar på de danstävlingar som anordnades", har hans mor, som också var dansare, berättat. Han fick smeknamnet "Neat little thing", "Neat little man.,

### Tiden före The Black Ark
Lee Perry började sin karriär vid 16 års ålder. Han fick en anställning hos musikproducenten Clement "Coxsone" Dodd, och fick ansvaret för ett av dennes mobila diskotek "sound system". Perry avancerade snart till "record scout" med ansvaret för att organisera inspelningssessionerna under åren 1963–1966. Missnöjd med den ersättning han fick började Perry i stället att arbeta för musikproducenterna J.J. Johnson och Clancy Eccles. Eccles hjälpte honom att sätta upp skivmärket Upsetter år 1968.

### The Wailers
År 1968 började Perry ett samarbete med ska- och rocksteady-producenten Joe Gibbs. Samarbetet var givande och resulterade i att Perry kunde släppa många framgångsrika låtar på sitt skivmärke Upsetter. Men det Perry ville ha och sparade alla sina pengar till var en egen inspelningsstudio. Under en tid sprang han och de artister han ville spela in runt mellan Kingstons olika studior – främst till Randy's Studio 17, Dynamics och Harry J's på Roosevelt Avenue, som hade den senaste tekniska utrustningen.
Det var också nämnda tre studior som Perry använde vid inspelningarna med The Wailers (Bob Marley, Peter Tosh och Bunny Livingston/Wailer – ett givande samarbete som endast varade ett halvår – från hösten 1970 till våren 1971. Detta var i början av Perrys karriär som mixare och musikproducent, och det är därför inte Wailers låtar är samma musikaliska mästerverk som Perry producerade i sin egen studio med artister som exempelvis Max Romeo, Junior Murvin, Gregory Isaacs och The Congos i mitten av 1970-talet. Där skedde större delen av inspelningarna med The Wailers – vokalisterna Bob Marley, Peter Tosh och Bunny Livingston/Wailer enbart, inte det senare bandet),  som det Perry 4 - 8 år senare åstadkom: "Police And Thieves" med Junior Murvin, "Mr Cop" med Gregory Isaacs och "War Ina Babylon" med Max Romeo för att nämna några. När Perry knöt trummisen Carlton Barrett och basisten Aston Barrett till sig som två av medlemmarna i Perrys husband The Upsetters, var emellertid lejonparten av Bob Marley & The Wailers på sätt och vis på plats. När Marley, Tosh och Livingston 1972 lämnade Perry för att spela in ett album för Island Records så följde bröderna Barrett med.

### Dub-musiken föds
Under tidigt 1970-tal ledde Perrys experimenterande vid olika studior att den speciella reggaegenren dub föddes. Under denna tid och de kommande åren byggde Perry upp ett stort arkiv med instrumentala musikfiler och rytmer. Han släppte omkring 100 låtar på sitt Upsetter-märke med olika sångare genom att lägga deras röster på sin färdiginspelade musik. Inga musiker behövdes. Perry släppte många inspelningar på olika skivbolag, och några av hans låtar blev mycket populära även i Storbritannien. Perry blev snabbt känd för sina innovativa produktionsmetoder samt för sin excentriska karaktär.
Perrys första egna singel – "People Funny Boy" – som släppes 1968 sålde mycket bra. Låten är anmärkningsvärd för påhittet att lägga in ljudet av en gråtande baby och för det snabba, "tuffande"  beat som något år senare skulle komma att klassificeras som "reggae" (det nya soundet, som inte lät som rocksteady, hade ännu inte något namn). År 1973 hade han till slut pengar för att på sin bakgård bygga sin egen inspelningsstudio – The Black Ark.
Perry är tillsammans med King Tubby det största namnet inom reggaestilen dub, men anses även i mycket stor utsträckning ha bidragit till reggaens utveckling. Han var med och skapade reggaesound som "rockers" och av de samlingsalbum med olika artister som Scratch spelade in och mixade om anses några höra till de bästa reggaeskivorna som någonsin producerats.  Under en tid då Ska och Rocksteady florerade uppfann Perry konceptet ”version” och ”remix” på LP-skivornas B-sida, där sångrösten från originallåten ofta var bortklippt.

### The Black Ark
År 1973 började Perry bygga en studio på sin bakgård. Den växte fram i samma takt som Perry kunde dra in pengar på royalties och sitt arbete på annat håll. Den fick namnet The Black Ark (Den svarta arken). Det Perry var mest nyfiken på var hur den relativt nya reggaemusiken kunde utvecklas om han fick fria händer att testa saker vilken tid på dygnet som helst. Han slapp även deadlines och kunde därför arbeta på en låt eller ett sound hur länge som helst. En del blev mycket bra, och Perry var tongivande i utvecklingen av dub och den snabbare reggaen rockers. Andra spår blev mindre bra, och nu när det mesta av Perrys arbete finns utgivet på samlingsalbum kan köparen få del av såväl mästerverk som lågvattenmärken.
1974 var Perrys egen inspelningsstudio Black Ark färdig att flytta in i, och där skulle han arbeta fram till december 1989, då studion brann ner i vad som verkade vara en anlagd brand. Pengarna till den egna studion hade Perry fått genom att spara priserna från de danstävlingar han deltagit i som ung, och genom de mer framgångsrika (dvs sålda även i Storbritannien) av de LP-skivor och singlar han hade släppt. Som nämnts sålde vissa låtar där han själv sjöng (eller pratade) – exempelvis People Funny Boy – mycket bra och genererade en hel del inkomster. Även om Perry inte hade någon vidare sångröst och ibland babblade snarare än att sjunga, lyckades han vid mixerbordet förvandla låtarna genom att lägga in körer, nya ljud, samt förvränga sin egen röst så att den lät bättre. Han kastade aldrig någonting, vare sig masterbanden med musik eller de inspelningar av ljud han ägnat sig åt: gråtande spädbarn, skrattande spädbarn, olika fåglar, åskväder, ljuden från glas av olika storlek fyllda med skilda sorters vätska och olika mängd, trafiken, etc.   
I början av 1970-talet var Perry var en av de producenter vars innovationer och experiment som resulterade i skapandet av dub-musiken. Med sin egen inspelningsstudio, The Black Ark, hade han kontroll över sin produktion av musik, och fortsatte att spela in låtar med artister som idag ses som reggaeikoner: Bob Marley, Peter Tosh, Bunny Wailer, Junior Byles, The Heptones, Max Romeo, Junior Murvin, Gregory Isaacs, The Gladiators, Horace Andy, The Congos, Jimmy Cliff, The Clash, Pablo Moses med flera. Med en egen studio till sitt förfogande blev Perrys produktioner blev alltmer genomarbetade, och den energiska producenten kunde tillbringa så mycket tid som han ville att skapa ny musik av den musik han producerat. Han spelade ofta in låtar med sig själv som sångare. Nästan allt Perry mixade i The Black Ark gjordes med hjälp av ganska oavancerad teknik. Ändå har Perry producerat låtar och album som utgör höjdpunkter i reggaens historia.
Perrys intresse för konkurrenternas alster, hans egen musikaliska begåvning, hans experimenterande vid mixerbordet och hans inspelningar av olika slags ljud ledde fram till att han utvecklade vanliga instrumentala reggaespår till helt nya musikkonstruktioner där olika instrument (där en röst behandlades som ett instrument bland andra) lyftes fram i faser med unika ekoeffekter för varje instrument. Denna musik, som ursprungligen var en sub-genre till reggae, kallade Perry, King Tubby och de andra för dub. År 1973, släppte Perry albumet "Blackboard Jungle Dub," den första LP:n som bara innehöll dub-låtar, och detta album anses markera början på dub-musikens status som en egen musikgenre.
Inom den jamaicanska reggaen finns en tradition av att använda och återanvända musik. Duben utvecklades genom att uppfinningsrika och nyfikna artister som Perry och King Tubby mixade och experimenterade med hjälp av den nyaste teknik de kunde få tag i och hade råd med, för ingen av dem blev förmögna av det de sysslade med under 1970-talet. Sedan kom någon på att sångare med en röst som bar och en melodi som fastnade kunde läggas ovanpå dubmusiken. Denna subgenre, där sångare som hade röster som stack ut lite och med låtar med starka melodier spelades in och lades över Perrys eller King Tubbys "rekontextualiserade" dubreggae fick inget namn. Många av dessa låtar med sitt "sugande" sound, som översvämmade den Jamaicanska marknaden omkring 1975-76,  av låtarna kom efterhand att betraktas som något av det bästa som gjorts inom reggaen. Några exempel på låtar där Perry använt studioproducerad dubreggae som musikbakgrund för sångare är "Police And Thieves" med Junior Murvin, "War Ina Babylon" med Max Romeo, "Mr Cop" med Gregory Isaacs, "Skylarking" med Horace Andy och "Fisherman" med The Congos.
Begreppet rub-a-dub syftar inte på ytterligare en genre. Det är bara en synonym till dub som säger något om hur musiken skapas. Sången suddas ut, och därefter suddas det även i instrumentalversionen. Den färdiga dubmusiken påminner mer eller mindre om den ursprungliga låten, som på 1970-talet vanligen var en roots reggae-låt. Ibland lades helt nya sångares sång på duben, och om melodin var densamma så hade orden i sången förändrats.  På sikt fick amerikanska musikproducenter – som senare skulle utveckla drum and bass, house, mm – upp öronen för Lee Scratch Perry.

### Efter The Black Ark
När han väl hade sin egen studio arbetade han dygnet runt därför att det var roligt. Men även positiv stress har sitt pris. Black Ark-studion brann ner nyårshelgen 1979/1980, och Perry hävdade att han själv tänt på den för att förinta de demoner som tagit över studion. Det finns hundratals dublåtar som Perry arbetat fram, men som aldrig släppts på något album utan finns på masterband i Kingston – en skatt för den specialintresserade. Därför dyker det fortfarande upp 30 – 40 år gamla Perry-låtar som ingen tidigare hört.
Efter Black Ark arbetade Perry i Storbritannien och USA, där han medverkat till hundratals inspelningar med olika samarbetspartners. Albumet Groove Yard (1989) var det första av Perrys producerade album som inte hade jamaicansk övervikt. Steel Pulse, Aswad och reggaepoeten Linton Kwesi Johnson finns med av de brittiska reggaeartisterna, och King Sunny Ades långa yoyo-låtar (nigeriansk pop som bygger på Yoruba-folkets traditionella musik) blev en utmaning för Perry. Det var inte förrän i slutet av 1980-talet som Perrys karriär lugnade ner sig. Perry bodde i Schweiz med sin hustru Mireille och två barn. Även om han firade sin 70-årsdag år 2006, fortsatte han att mixa och spela in musik, och han har en entusiastisk publik i Europa och Nordamerika. Hans moderna musik är långt ifrån hans dub-versioner av roots-reggae i 1970-talets Jamaica, och Perry har fans i alla åldrar. År 2003 vann Perry en Grammy för årets bästa reggae-album med namnet Jamaican ET. Han samarbetade bland annat med en grupp schweiziska musiker under namnet Lee Perry och White Belly Rats.

## Diskografi (urval)

### Album med The Upsetters
- 1969 – The Upsetter
- 1969 – Return of Django – Trojan Records
- 1969 – Clint Eastwood
- 1970 - Many Moods of the Upsetters
- 1970 - Scratch the Upsetter Again
- 1970 - The Good, the Bad and the Upsetters
- 1970 - Eastwood Rides Again
- 1972 - Africa's Blood - Trojan
- 1973 - Cloak and Dagger - Rhino
- 1973 - Rhythm Shower - Trojan
- 1973 - Upsetters 14 Dub Blackboard Jungle
- 1974 - Double Seven
- 1975 - DIP Presents the Upsetter
- 1975 - Musical Bones
- 1975 - Return of Wax
- 1975 - Kung Fu Meets the Dragon
- 1975 - Revolution Dub
- 1976 - Super Ape - Island Records
- 1977 - Return of the Super Ape
- 1978 - Roast Fish, Collie Weed & Cornbread - VP

### Album där Upsetters medverkan är ifrågasatt
- 1980 - Dub Messenger - Tassa

### Soloalbum
- 1980 - The Return of Pipecock Jackson - Black Star Liner
- 1982 - Mystic Miracle Star - Heartbeat
- 1984 - History, Mystery & Prophecy - Mango
- 1986 - Battle Of Armagideon (Millionaire Liquidator)- Trojan
- 1987 - Time Boom X De Devil Dead - On U Sound
- 1988 - Give Me Power - Trojan
- 1988 - On the Wire
- 1988 - Satan Kicked the Bucket - Rohit
- 1989 - Chicken Scratch - Heartbeat
- 1989 - Mystic Warrior - RAS
- 1989 - Mystic Warrior Dub - ROIR
- 1990 - From The Secret Laboratory - Mango
- 1990 - Message From Yard - Rohit
- 1990 - Satan's Dub - ROIR
- 1991 - Lord God Muzik - Heartbeat
- 1991 - Sounds From The Hotline
- 1992 - The Upsetter and The Beat - Heartbeat
- 1992 - Excaliburman
- 1994 - Smokin - VP
- 1994 - Spiritual Healing
- 1995 - Black Ark Experryments - RAS
- 1995 - Experryments at the Grass Roots of Dub - RAS
- 1995 - Super Ape Inna Jungle - RAS
- 1995 - Stay Red - Lagoon Reggae
- 1996 - Who Put The Voodoo Pon Reggae - RAS
- 1996 - Dub Take The Voodoo Out Of Reggae - RAS
- 1997 - Technomajikal - ROIR
- 1998 - Dub Fire - Ariwa
- 1998 - The Original Super Ape
- 1999 - Excaliburman - Seven Leaves
- 2000 - Son of Thunder
- 2000 - Lee Perry Meets Mad Professor - Orange Street
- 2000 - Techno Party - Ariwa / Beatville
- 2002 – Jamaican E.T.
- 2002 - Scratch - Time Music
- 2003 - Earthman Skanking
- 2003 - Encore
- 2003 - Alien Starman - Secret
- 2004 - Panic in Babylon - Narnack
- 2005 - Return Of The Super Ape - Cleopatra
- 2006 - Alive, more Than Ever
- 2006 - Panic in Babylon - Narnack
- 2007 - The End of an American Dream - Megawave
- 2008 - Lee Perry vs the Observer - Orange Street
- 2008 - Repentance - Lionsgate
- 2008 - Scratch Came Scratch Saw Scratch Conquered - Megawave
- 2008 - The Mighty Upsetter
- 2009 - Return From The Planet Dub - Collision-Cause
- 2014 - Back On The Controls - Upsetter Records

### Livealbum
- 1998 - Live at Maritime Hall - Maritime Hall
- 2006 - Live in San Francisco - 2B1
- 2008 - Live at the Jazz Cafe - Dreamcatcher

### Samlingsalbum
- Chicken Scratch (prodotto by Coxsone Dodd) (1963-1966)
- 1981 - The Upsetter Collection
- 1985 -  The Upsetter Box Set
- 1989 - Open The Gate
- 1995 - Upsetters A Go Go
- 1996 - Introducing Lee Perry
- 1996 -  Words Of My Mouth Vol.1 (The Producer Series)
- 1996 Voodooism (Pressure Sounds)
- 1997 – Arkology
- 1997 - The Upsetter Shop Vol.1: Upsetter In Dub
- 1998 - Dry Acid
- 1998 - Lee Perry Arkive
- 1998 Produced and Directed By The Upsetter
- 1999 Lost Treasures of The Ark
- 1999 Upsetter Shop Vol.2 1969-1973
- 1999 Words Of My Mouth Vol.2 (The Producer Series)
- 2000 Words Of My Mouth Vol.3 (Live As One/The Producer Series)
- 2002 Dub Triptych
- 2001 Scratch Walking
- 2002 Black Ark In Dub
- 2002 Divine Madness ... Definitely
- 2002 Trojan Upsetter Box Set
- 2005 This is Ska and Reggae Roots
- 2007 The Upsetter Selection - A Lee Perry Jukebox

### Andra artisters album som Perry medverkat till uppkomsten av
Samlingsalbum där Perrys insats bara består i att han har en egen låt på albumet ingår ej i denna förteckning.
- 1970 - Soul Rebels - The Wailers (Bob Marley, Peter Tosh, Bunny Wailer)
- 1973 - African Herbsman - The Wailers (Perry släppte albumet utan Wailers vetskap)
- 1974 - Rasta Revolution – The Wailers (Trojans återutgivning av Soul Rebels för den brittiska marknaden med en låt (Duppy Conqueror tillagd)
- 1975 - This is Reggae Music vol 1 & 2 - Zap Pow, Jimmy Cliff, Toots and the Maytals, The Heptones, The Wailers, Third World, Burning Spear, The Heptones, Augustus Pablo, Mighty Diamonds med flera
- 1976 - War Ina Babylon - Max Romeo and The Upsetters
- 1976 - Columbia Colly - Jah Lion
- 1976 - Escape from Babylon - Martha Velez
- 1976 - This Is Reggae Music vol 3 - Junior Murvin, Bunny Wailer, Peter Tosh, Aswad, Burning Spear med flera
- 1977 - Extra Classic - Gregory Isaacs
- 1977 - Police & Thieves - Junior Murvin
- 1977 - Party Times - The Heptones
- 1977 - Heart Of The Congos - The Congos
- 1978 - Revolutionary Dream - Pablo Moses
- 1978 - To Be A Lover - George Faith
- 1979 - The Clash (US) - The Clash
- 1980 - Rockers (soundtrack) - Inner Circle, Toots and The Maytals med flera
- 1982 - Countryman (soundtrack) - Bob Marley, Dennis Brown, Aswad, Steel Pulse med flera
- 1984 - Brother From Another Planet - Mason Daring
- 1984 - Greatest Hits – The Meditations
- 1985 - By The Rivers Of Babylon – med bland andra Ras Michael & The Sons Of Negus, The Abyssinians, Yabby You & The Prophets, Joe Higgs, Judy Mowatt, Culture, Maxie, Niney & Scratch, Rita Marley, Augustus Pablo, Mutabaruka,
- 1987 - Born For A Purpose - Doctor Alimantado
- 1988 - 20 Reggae Classics, Vol. 2: Inspiration Continues – med bland andra Toots and the Maytals, Roland Alphonso, John Holt, Augustus Pablo, Andy Capp, Dave And Ansel Collins, U-Roy, King Stitt, The Wailers, Desmond Dekker, Andy Capp, Winston Groovy och The Ethiopians
- 1988 - Keep on Coming Through the Door: Jamaican DJ Music – med bland andra I Roy, Dennis Alcapone, Prince Jazzbo, U-Roy, Prince Far I och Dillinger
- 1988 - Story of the Clash, Vol. 1 – The Clash
- 1988 - Toughest (Capitol) – Peter Tosh
- 1988 - Trojan Explosion – med bland andra Desmond Dekker, Harry Johnsons All Stars, Jimmy Cliff, Soulmates, Eric Donaldson, The Pioneers, The Melodians, Bob & Marcia, Ethiopians, Boris Gardener, Wailers, samt Toots And The Maytals
- 1989 - Groove Yard (Mango) - med bland andra Jimmy Cliff, Heptones, Burning Spear, Augustus Pablo, Dillinger, Junior Murvin, Third World, Linton Kwesi Johnson, King Sunny Ade, Gregory Isaacs, Steel Pulse, Black Uhuru, Aswad, Ray Lema
- 1989 - Jammin' Rap - med bland andra Bob ;arley & The Wailers, Third World, Toots And The Maytals, Aswad, Jimmy Cliff, Kotch, The Slickers, Marcia Griffiths, Desmond Dekker, Tamlins, Black Uhuru, Pioneers, Sheil
- 1991 - 10 of Reggae's Greatest Acts - med bland andra Heptones, Ethiopians, Dennis Brown, Chalice, Mighty Diamonds, Don Carlos
- 1991 - Be Thankful - med bland andra Cornell Campbell, The Kingstonians, Bunny Clarke, Johnny Clarke, The Aggrovators, Ken Boothe, Andrew Tosh (Peters son), King Tubby, The Vibr
- 1991 - Clash on Broadway – The Clash
- 1991 - Heartbeat Reggae Roundup - Sugar Minott, Yami Bolo, Winston Jarrett, Niney The Observer, Shaggy Wonder, Gregory Isaacs, Black Uhuru, Peter Tosh, Big Youth, Roots Radics, Leonard Dillon, Albert Griffiths & The Gladiators, Little John
- 1992 - Heart Of The Congos Ommixad återutgivning
- 1992 - Pablo Meets Mr. Bassie: Original Rockers, Vol. 2 – Augustus Pablo
- 1992 - Some Like IT Hot - Dennis Brown
- 1993 - Early Years 1969-1973 – Bob Marley, Peter Tosh, Bunny Wailer
- 1993 - Heartbeat Reggae Now! – med bland andra Dennis Brown, Burning Spear, Meditations, Queen Majeeda, Yami Bolo, Third World, Michael Rose, Dawn Penn, Abyssinians, General Two
- 1993 - Kingston Town: 18 Reggae Hits - med bland andra Tito Simon, Lord Creator, Exuma, Sticky, Fabolous Flames, Carlton Wedderburn, Eric "Monty" Morris
- 1994 –  Upsetter Record Shop, Vol. 1 – Bob Marley (Återutgivning av samma material som finns på The Wailers album från början av 1970-talet och som Perry producerade - ett av många album med utgivning av stulen musik, som varken Lee Perry, Bob Marley, Peter Tosh eller Bunny Wailer fått någon ekonomisk ersättning för
- 1994 - Deeper Roots: The Best of the Meditations – The Meditations
- 1994 - Truth & Rights, Observer Style – med bland andra Niney The Observer, Jacob Miller. Michael Rose, Freddie McGregor, Junior Delgado, Johnny Clarke, Delroy Wilson
- 1995 - Natural Mystic: The Legend Lives On - Bob Marley & The Wailers
- 1995 - Reggae Refreshers, Vol. 2 - med bland andra Wailing Souls, Faybiene Miranda, Max Romeo, The Heptones, Michael Prophet, Black Uhuru, Aswad, Burning Spear, Jah Lion, Sly & Robbie, Gregory Isaacs, med flera
- 1995 - "Reggae's Greatest Hits, Vol. 3" - med bland andra Dave Barker, Linval Thompson, Junior Byles, Omar Perry, Lee Perry själv, Upsetters, med flera
- 1995 - Reggay Eyes – Byron Lee (och hans orkester)
- 1995 – Skinhead Classics – med bland andra The Maytals, Desmond Dekker, Clancy Eccles, King Stitt, Dave and Ansel Collins, Bob & Marcia, Soulmates, Pioneers, Nora Dean, Boris Gardiner, Eric Donaldson med flera
- 1996 - Battle Axe - med bland andra Junior Byles, Ras Darkins, Delroy Wilson, Andy Capp med flera
- 1996 - Rarities Vol. 1 - Bob Marley & The Wailers - det vill säga The Wailers från åren hos Perry 1967–1972
- 1996 - Rebel Revolution - Bob Marley & The Wailers - Ytterligare ett album med redan många gånger utgivna spår med The Wailers från 1967–1972, dock med längre versioner av låtarna.
- 1996 - Soul Revolution, Pt. 2 (Rooney) – Bob Marley & The Wailers, det vill säga The Wailers hos Perry i början av 1970-talet – Rooney
- 1996 - Stop That Train - Bob Marley, det vill säga The Wailers hos Perry 1971 – CMC Home Entertainment
- 1997 - 2 Heavyweight: Another Blood & Fire Sampler - med bland andra I Roy, Glen Brown, Jah Stitch, King Tubby, Philip Fraser, Congos, Prince Alla, Scientist, Soul Syndicate, Glen Brown, Aggrovators, Prince Jammy med flera – Bllod & Fire
- 1997 - Ariwa Sounds Presents - med bland andra Intense, Kofi, Horace Andy, Macka B, Ranking Ann, Thriller Jenna, U-Roy, Pato Banton, Tippa Irie, Papa Levi, Mad Professor, Jah Shaka, med flera
- 1997 - Arkology - samlingsbox (3 cd) från Black Ark åren 1975 - 1979 - Max Romeo, Junior Murvin, Congos, Mikey Dread med flera
- 1997 - Power of the Trinity: Great Moments in Reggae Harmony - med bland andra Wailing Souls, Mighty Diamonds, Black Uhuru, Israel Vibration, Culture, Meditations, Yabby You & The Prophets, Royals, The Gladiators, The Melodians, Twinkle Brothers med flera
- 1997 - Rebel Music: Anthology of Reggae Music - med bland andra Bob Andy, Derrick Harriott, Freddie McKay, Peter Tosh, Big Youth, Little Roy, Leroy Smart, Heptones, Glen Brown, K.C. White, Junior Byles, Dennis Brown, Lloyd Parkes, Horace Andy, I Roy, U-Roy, Gregory Isaacs, Michael Dyke, med flera.
- 1997 - Reggae Crazy: Anthology, 1971-1979 - Meditations
- 1998 - Bongo Red - The Gladiators